# 1-й саміт Європейської політичної спільноти
Перший саміт Європейської політичної спільноти — відбувся 6 жовтня 2022 року в Празі, Чехія. У ньому взяли участь глави держав та урядів сорока чотирьох європейських країн. Росія та Білорусь не були запрошені.

## Цілі
Заявлені цілі саміту полягали в наступному:
- Сприяти політичному діалогу та співробітництву для вирішення питань, що становлять спільний інтерес
- Зміцнити безпеку, стабільність та процвітання європейського континенту

## Розклад та порядок денний
Саміт відбувся 6 жовтня 2022 р. і мав таку структуру:
- З 13:00 до 14:00 — відкриття пленарного засідання
- З 14:00 до 16:00 — круглі столи
- З 16:00 до 19:00 — двосторонні зустрічі
- О 19:00 — заключне пленарне засідання із наступною пресконференцією.

## Учасники
|  | Не член ЄС |

| Країна               | Країна               | Лідер                                       | Посада                                                     |
| -------------------- | -------------------- | ------------------------------------------- | ---------------------------------------------------------- |
| Австрія              | Австрія              | Карл Негаммер                               | Федеральний канцлер                                        |
| Азербайджан          | Азербайджан          | Ільхам Алієв                                | Президент                                                  |
| Албанія              | Албанія              | Еді Рама                                    | Прем'єр-міністр                                            |
| Бельгія              | Бельгія              | Александер де Кроо                          | Прем'єр-міністр                                            |
| Болгарія             | Болгарія             | Румен Радев                                 | Президент                                                  |
| Боснія і Герцеговина | Боснія і Герцеговина | Шефік Джаферович                            | Голова Президії                                            |
| Вірменія             | Вірменія             | Нікол Пашинян                               | Прем'єр-міністр                                            |
| Велика Британія      | Велика Британія      | Ліз Трасс                                   | Прем'єр-міністр                                            |
| Греція               | Греція               | Кіріакос Міцотакіс                          | Прем'єр-міністр                                            |
| Грузія               | Грузія               | Іраклі Гарібашвілі                          | Прем'єр-міністр                                            |
| Данія                | Данія                | Метте Фредеріксен                           | Прем'єр-міністр                                            |
| Естонія              | Естонія              | Кая Каллас                                  | Прем'єр-міністр                                            |
| Ірландія             | Ірландія             | Міхал Мартін                                | Тишех                                                      |
| Ісландія             | Ісландія             | Катрін Якобсдоуттір                         | Прем'єр-міністр                                            |
| Іспанія              | Іспанія              | Педро Санчес                                | Прем'єр-міністр                                            |
| Італія               | Італія               | Маріо Драґі                                 | Премʼєр-міністр                                            |
| Кіпр                 | Кіпр                 | Нікос Анастасіадіс                          | Президент                                                  |
| Косово               | Косово               | Вйоса Османі                                | Президент                                                  |
| Латвія               | Латвія               | Кріш'яніс Каріньш                           | Прем'єр-міністр                                            |
| Литва                | Литва                | Ґітанас Науседа                             | Президент                                                  |
| Ліхтенштейн          | Ліхтенштейн          | Даніель Ріш                                 | Прем'єр-міністр                                            |
| Люксембург           | Люксембург           | Ксав'є Бетель                               | Прем'єр-міністр                                            |
| Мальта               | Мальта               | Роберт Абела                                | Прем'єр-міністр                                            |
| Молдова              | Молдова              | Мая Санду                                   | Президент                                                  |
| Нідерланди           | Нідерланди           | Марк Рютте                                  | Прем'єр-міністр                                            |
| Німеччина            | Німеччина            | Олаф Шольц                                  | Федеральний канцлер                                        |
| Норвегія             | Норвегія             | Йонас Гар Стьоре                            | Прем'єр-міністр                                            |
| Північна Македонія   | Північна Македонія   | Димитар Ковачевський                        | Прем'єр-міністр Північної Македонії                        |
| Польща               | Польща               | Матеуш Моравецький                          | Прем'єр-міністр                                            |
| Португалія           | Португалія           | Антоніу Кошта                               | Прем'єр-міністр                                            |
| Румунія              | Румунія              | Клаус Йоганніс                              | Президент                                                  |
| Сербія               | Сербія               | Александар Вучич                            | Президент                                                  |
| Словаччина           | Словаччина           | Едуард Геґер                                | Прем'єр-міністр                                            |
| Словенія             | Словенія             | Роберт Голоб                                | Прем'єр-міністр                                            |
| Туреччина            | Туреччина            | Реджеп Тайїп Ердоган                        | Президент Туреччини                                        |
| Угорщина             | Угорщина             | Віктор Орбан                                | Прем'єр-міністр                                            |
| Україна              | Україна              | Володимир Зеленський (онлайн) Денис Шмигаль | Президент (онлайн) Прем'єр-міністр                         |
| Фінляндія            | Фінляндія            | Санна Марін                                 | Прем'єр-міністр                                            |
| Франція              | Франція              | Емманюель Макрон                            | Президент                                                  |
| Хорватія             | Хорватія             | Андрей Пленкович                            | Прем'єр-міністр                                            |
| Чехія                | Чехія                | Петр Фіала                                  | Прем'єр-міністр                                            |
| Чорногорія           | Чорногорія           | Міло Джуканович                             | Президент                                                  |
| Швейцарія            | Швейцарія            | Іньяціо Кассіс                              | Президент                                                  |
| Швеція               | Швеція               | Магдалена Андерссон                         | Прем'єр-міністр                                            |
| Європейський Союз    | Європейський Союз    | Шарль Мішель Урсула фон дер Ляєн            | Президент Європейської ради Президент Європейської комісії |

## Результати

### Майбутні саміти
Згідно з пресрелізом, випущеним після саміту, основну увагу було приділено питанням безпеки, вторгненню Росії в Україну у 2022 році та енергетичній кризі, що триває в Європі. Також було погоджено, що наступний саміт відбудеться влітку 2023 року в Молдові та буде присвячений забезпеченню безпеки ключової інфраструктури, такої як трубопроводи, кабелі та супутники; посилення боротьби з кібератаками, створення фонду підтримки України, розробка загальної загальноєвропейської енергетичної політики та вивчення можливості збільшення кількості університетських та студентських обмінів.

### Велика Британія
На саміті Сполучене Королівство погодилося знову вступити до Енергетичного співробітництва Північних морів (NSEC), яке воно раніше залишило у січні 2020 року. На додатковому заході прем'єр-міністр Великої Британії Ліз Трасс зобов'язалася приєднатися до Постійного структурованого співробітництва (PESCO) та його програми військової мобільності. Саміт також призвів до перезавантаження відносин між Великою Британією та Францією. Під час двосторонніх переговорів на саміті Ліз Трасс та президент Франції Еммануель Макрон підтвердили міцні та історичні зв'язки між двома країнами, і вони домовилися провести британо-французький саміт у 2023 році. Перед самітом Трасс заявляла, що «присяжні не знають», чи був Макрон другом чи ворогом, проте під час саміту Трасс назвав Макрона другом.

### Вірменсько-азербайджанські відносини
На полях саміту прем'єр-міністр Вірменії Нікол Пашинян і президент Азербайджану Ільхам Алієв зустрілися, щоб спробувати врегулювати тривалий нагірнокарабаський конфлікт і недавню кризу на вірменсько-азербайджанському кордоні. Після зустрічі обидві сторони підтвердили свою відданість дотриманню Статуту ООН і Алма-Атинського протоколу, згідно з якими вони визнають територіальну цілісність і суверенітет одна одної. Вони також домовилися про розгортання місії під керівництвом Європейського Союзу на вірменській стороні їхнього спільного кордону на період у два місяці, починаючи з жовтня 2022 року, з метою зміцнення довіри та сприяння процесу делімітації кордону.